# Boiga andamanensis
Boiga andamanensis är en ormart som beskrevs av Wall 1909. Boiga andamanensis ingår i släktet Boiga och familjen snokar. Inga underarter finns listade.
Arten förekommer på Andamanerna som tillhör Indien. Honor lägger ägg. Exemplaren lever i låglandet upp till 100 meter över havet. De vistas i städsegröna skogar och andra fuktiga skogar.
Beståndet hotas av skogens omvandling till jordbruksmark. Utbredningsområdet är begränsat. IUCN listar arten som starkt hotad (EN).